# Nermin Zolotić
Nermin Zolotić (Sarajevo, 7 luglio 1993) è un calciatore bosniaco, difensore del Noah.

## Carriera

### Club
Cresciuto nel settore giovanile dello Željezničar, esordisce in prima squadra il 12 marzo 2011, in occasione dell'incontro di Premijer Liga vinto per 3-0 contro il Travnik. Dopo aver totalizzato 45 presenze e una rete, il 13 giugno 2014 viene acquistato dal Gent. Esordisce con il club belga il 26 luglio successivo, nell'incontro di campionato pareggiato per 0-0 contro il Cercle Bruges. Il 10 agosto 2015 passa in prestito ai croati dell'Istria 1961, ma nel mese di dicembre il prestito viene interrotto. Così nel gennaio 2016 fa ritorno in patria, venendo prestato allo Željezničar fino al termine della stagione. Nell'estate del 2016 viene acquistato a titolo definitivo dal Roeselare. Qui gioca per quattro stagioni nella seconda divisione belga, prima di rimanere svincolato nel 2020 a seguito del fallimento della società. Il 6 ottobre 2020 viene ingaggiato dal Casa Pia, formazione della seconda divisione portoghese. Al termine della stagione 2021-2022 contribuisce al ritorno della squadra in massima serie dopo 83 anni di assenza.

### Nazionale
Ha rappresentato le nazionali giovanili bosniache Under-17, Under-19 ed Under-21.
Nel novembre 2023 viene convocato per la prima volta in nazionale maggiore, con cui ha esordito il 19 del mese stesso nella sconfitta per 1-2 contro la Slovacchia.

## Statistiche

### Presenze e reti nei club
Statistiche aggiornate al 29 agosto 2022.
| Stagione           | Squadra            | Campionato         | Campionato | Campionato | Coppe nazionali | Coppe nazionali | Coppe nazionali | Coppe continentali | Coppe continentali | Coppe continentali | Altre coppe | Altre coppe | Altre coppe | Totale | Totale |
| Stagione           | Squadra            | Comp               | Pres       | Reti       | Comp            | Pres            | Reti            | Comp               | Pres               | Reti               | Comp        | Pres        | Reti        | Pres   | Reti   |
| ------------------ | ------------------ | ------------------ | ---------- | ---------- | --------------- | --------------- | --------------- | ------------------ | ------------------ | ------------------ | ----------- | ----------- | ----------- | ------ | ------ |
| 2010-2011          | Željezničar        | PL                 | 3          | 0          | CB              | 1               | 0               | UCL                | -                  | -                  |             | -           | -           | 4      | 0      |
| 2011-2012          | Željezničar        | PL                 | 10         | 0          | CB              | 0               | 0               | UEL                | 1                  | 0                  |             | -           | -           | 11     | 0      |
| 2012-2013          | Željezničar        | PL                 | 19         | 0          | CB              | 7               | 0               | UCL                | 2                  | 0                  |             | -           | -           | 28     | 0      |
| 2013-2014          | Željezničar        | PL                 | 13         | 1          | CB              | 2               | 0               | UCL                | 0                  | 0                  |             | -           | -           | 15     | 1      |
| Totale Željezničar | Totale Željezničar | Totale Željezničar | 45         | 1          |                 | 10              | 0               |                    | 3                  | 0                  |             | -           | -           | 58     | 1      |
| 2014-2015          | Gent               | D1                 | 3+1        | 0          | CB              | 0               | 0               |                    | -                  | -                  |             | -           | -           | 4      | 0      |
| ago.-dic. 2015     | Istria 1961        | 1.HNL              | 13         | 0          | CC              | 1               | 0               |                    | -                  | -                  |             | -           | -           | 14     | 0      |
| gen.-giu. 2016     | Željezničar        | PL                 | 7          | 0          | CB              | 3               | 0               | UEL                | -                  | -                  |             | -           | -           | 10     | 0      |
| 2016-2017          | Roeselare          | D2                 | 17+10      | 1+0        | CB              | 2               | 0               |                    | -                  | -                  |             | -           | -           | 29     | 1      |
| 2017-2018          | Roeselare          | D2                 | 18+6       | 2+0        | CB              | 2               | 0               |                    | -                  | -                  |             | -           | -           | 26     | 2      |
| 2018-2019          | Roeselare          | D2                 | 25+4       | 0          | CB              | 1               | 0               |                    | -                  | -                  |             | -           | -           | 30     | 0      |
| 2019-2020          | Roeselare          | D2                 | 21         | 0          | CB              | 1               | 0               |                    | -                  | -                  |             | -           | -           | 22     | 0      |
| Totale Roeselare   | Totale Roeselare   | Totale Roeselare   | 81+20      | 2+1        |                 | 6               | 0               |                    | -                  | -                  |             | -           | -           | 107    | 3      |
| 2020-2021          | Casa Pia           | LdH                | 21         | 1          | CP              | 1               | 0               |                    | -                  | -                  |             | -           | -           | 22     | 1      |
| 2021-2022          | Casa Pia           | LdH                | 31         | 0          | CP+CdL          | 2+2             | 1+0             |                    | -                  | -                  |             | -           | -           | 35     | 1      |
| 2022-2023          | Casa Pia           | PL                 | 4          | 0          | CP+CdL          | 0               | 0               |                    | -                  | -                  |             | -           | -           | 4      | 0      |
| Totale carriera    | Totale carriera    | Totale carriera    | 228        | 5          |                 | 25              | 1               |                    | 3                  | 0                  |             | -           | -           | 256    | 6      |

### Cronologia e presenze reti in nazionale
| Cronologia completa delle presenze e delle reti in nazionale ― Bosnia ed Erzegovina | Cronologia completa delle presenze e delle reti in nazionale ― Bosnia ed Erzegovina | Cronologia completa delle presenze e delle reti in nazionale ― Bosnia ed Erzegovina | Cronologia completa delle presenze e delle reti in nazionale ― Bosnia ed Erzegovina | Cronologia completa delle presenze e delle reti in nazionale ― Bosnia ed Erzegovina | Cronologia completa delle presenze e delle reti in nazionale ― Bosnia ed Erzegovina | Cronologia completa delle presenze e delle reti in nazionale ― Bosnia ed Erzegovina | Cronologia completa delle presenze e delle reti in nazionale ― Bosnia ed Erzegovina |
| Data                                                                                | Città                                                                               | In casa                                                                             | Risultato                                                                           | Ospiti                                                                              | Competizione                                                                        | Reti                                                                                | Note                                                                                |
| ----------------------------------------------------------------------------------- | ----------------------------------------------------------------------------------- | ----------------------------------------------------------------------------------- | ----------------------------------------------------------------------------------- | ----------------------------------------------------------------------------------- | ----------------------------------------------------------------------------------- | ----------------------------------------------------------------------------------- | ----------------------------------------------------------------------------------- |
| 19-11-2023                                                                          | Zenica                                                                              | Bosnia ed Erzegovina                                                                | 1 – 2                                                                               | Slovacchia                                                                          | Qual. Euro 2024                                                                     | -                                                                                   | 78’                                                                                 |
| Totale                                                                              |                                                                                     | Presenze                                                                            | 1                                                                                   |                                                                                     | Reti                                                                                | 0                                                                                   |                                                                                     |

## Palmarès

### Club

#### Competizioni nazionali
- Coppa di Bosnia ed Erzegovina: 1

Željezničar: 2010-2011
- Campionato bosniaco: 2

Željezničar: 2011-2012, 2012-2013
- Campionato belga: 1

Gent: 2014-2015
- Campionato armeno: 1

Noah: 2024-2025
- Coppa d'Armenia: 1

Noah: 2024-2025